# 巴劳利
巴劳利（Barauli），是印度比哈尔邦Gopalganj县的一个城镇。总人口34643（2001年）。

## 人口
该地2001年总人口34643人，其中男性17099人，女性17544人；0—6岁人口6972人，其中男3585人，女3387人；识字率40.77%，其中男性为52.58%，女性为29.25%。